# Provinz Tiaret

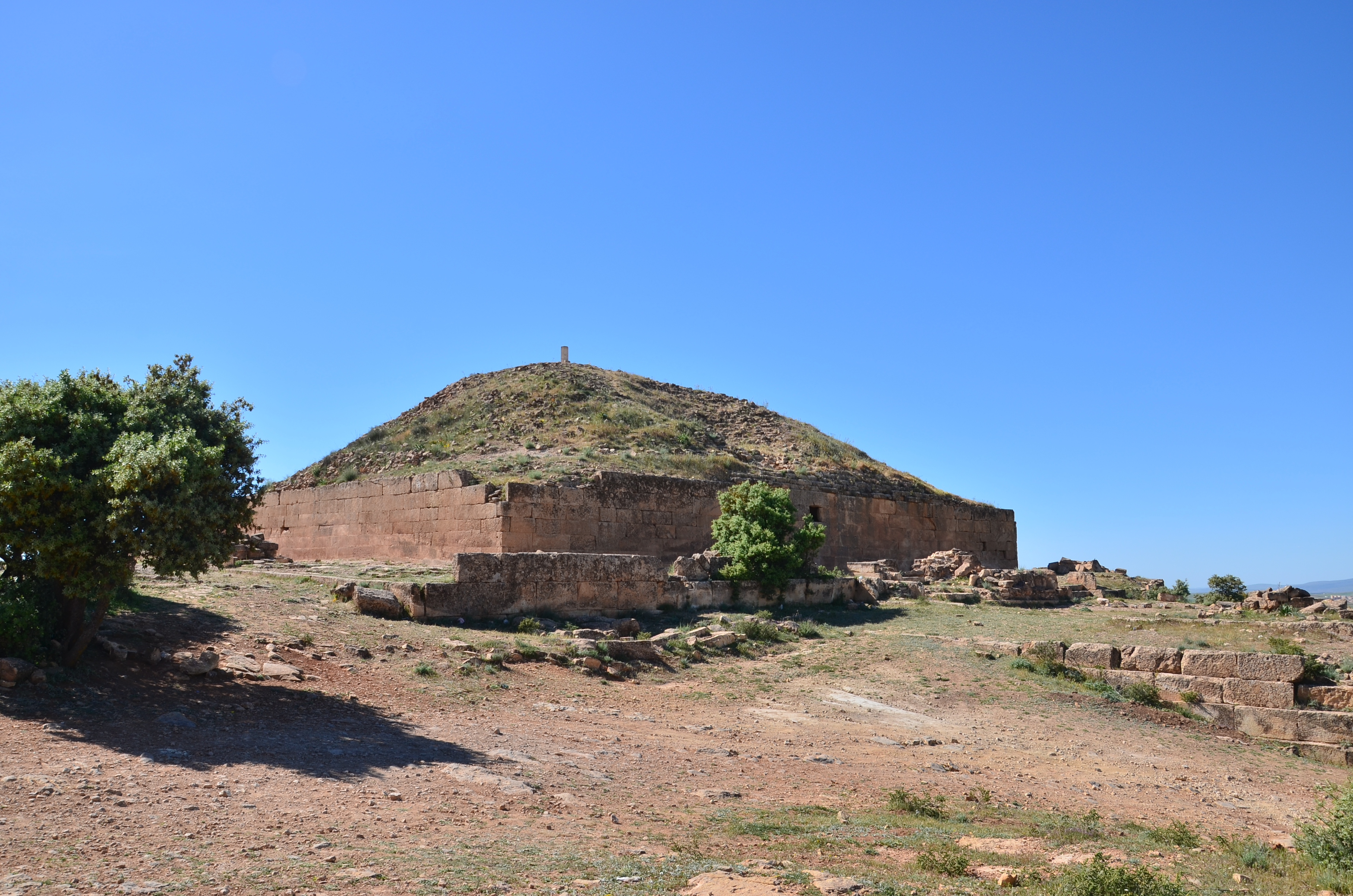
Tumulus/Pyramide von Tiaret

Die Provinz Tiaret (arabisch ولاية تيارت, DMG Wilāyat Tiyārat, tamazight ⴰⴳⴻⵣⴷⵓ ⵏ ⵜⵢⴰⵔⴻⵜ Agezdu n Tyaret) ist eine Provinz (wilaya) mit ca. 850.000 Einwohnern in Algerien. Hauptstadt der Provinz ist die Stadt Tiaret.

## Lage
Die Provinz liegt ca. 350 km (Fahrtstrecke) südwestlich der Hauptstadt Algier im Übergangsbereich zwischen dem dichtbesiedelten und fruchtbaren Norden und dem dünn bevölkerten Süden. Sie umfasst eine Fläche von gut 20.000 km².

## Sehenswürdigkeiten
Bedeutendste Sehenswürdigkeit ist ein auf quadratischem Grundriss erbauter und deshalb häufig als „Pyramide“ bezeichneter Grabtumulus ca. 45 km südwestlich der Stadt.